# Jim Crews
James S. Crews, detto Jim (Normal, 14 febbraio 1954), è un ex cestista e allenatore di pallacanestro statunitense.

## Palmarès

### Giocatore
- Campionato NCAA: 1

Indiana Hoosiers: 1976

### Allenatore
- NABC Coach of the Year (2013)